# خفگی با گاز نجیب
خفگی با گاز نجیب (به انگلیسی: Inert gas asphyxiation) گونه‌ای آسفیکسی ناشی از تنفس گازهای نجیب به جای اکسیژن یا در نبود اکسیژن است. گازهای تشکیل‌دهنده جو زمین همچون نیتروژن که خود گونه‌ای از گازهای نجیب به‌شمار می‌آید، برای ادامه حیات موجود زنده ضروری هستند. نمونه‌هایی از گازهای نجیب که سبب مرگ تصادفی یا خودخواسته افراد شده‌اند عبارتند از آرگون، هلیم، نیتروژن و رادون. «گاز نجیب» به این معنی است که این گونه از گازها هیچ اثر سمی یا بیهوش‌کننده جانبی نداشته و بر روی قلب و هموگلوبین اثر نمی‌گذارند و تنها سبب کاهش شدید اکسیژن موجود در سلول‌ها و در نتیجه مرگ موجود زنده می‌شوند.
طبق گزارش سازمان ایمنی مواد شیمیایی ایالات متحده آمریکا در انسان‌ها «کم‌بود اکسیژن در هوای مورد تنفس نتایج سریع و جدی در پی خواهد داشت که یکی از مهم‌ترین آن‌ها بیهوشی تنها با یک یا دوبار دم و بازدم است. در این حالت، بدن هیچ‌گونه نشانه هشدار همچون درد را حس نمی‌کند؛ چراکه مغز متوجه کم‌بود اکسیژن نخواهد شد.» در آمریکا به تنهایی ۸۰ تن از ۱۹۹۲ تا ۲۰۰۲ بر اثر تنفس نیتروژن جان خود را از دست داده‌اند. خطرات کار با گازهای نجیب همچون خفگی به خوبی بررسی و مشخص شده‌اند. در آوریل ۲۰۱۵ دولت اوکلاهما اعدام با نیتروژن را در صورت عدم درخواست اعدامی برای تزریق کشنده به عنوان یک گزینه دیگر به تصویب رساند.

## فرایند اثر
هنگامی که انسان گازهای به اصطلاح خفه‌کننده همچون نیتروژن، هلیم، نئون، آرگون، هگزا فلوراید گوگرد، متان یا دیگر گازهای نجیب را تنفس کند، بدن در بازدم دی‌اکسید کربن تولید می‌کند، اما در دم بعدی اکسیژنی دریافت نمی‌کند. این گونه گازها هیچ بو یا مزه‌ای ندارند؛ بنابراین بدن اصلاً متوجه کاهش سطح اکسیژن نخواهد شد. در این حالت، آسفیکسی (مرگ ناشی از کم‌بود اکسیژن) بدون زجر و رنج ناشی از خفگی رخ می‌دهد. از آنجا که بدن تنها در صورت افزایش سطح دی‌اکسید کربن و نه کاهش اکسیژن، به شدت واکنش می‌دهد، گفته می‌شود در این حالت بدن به نوعی گول خورده و دچار «مرگ خاموش» می‌شود. در فعالیت‌هایی همچون غواصی اسکوبا در صورت افت آرام و کند اکسیژن، فرد ممکن است نوعی احساس خوشایند نیز داشته باشد که البته از فردی به فرد دیگر متفاوت است. اما در صورت تنفس گاز نجیب خالص (به‌طور مثال نیتروژن کاملاً خالص یا هلیوم خالص) و در نتیجه افت شدید و سریع سطح اکسیژن، فرد تنها پس از چند دم و بازدم بدون آنکه چیزی حس کند بی‌هوش می‌شود.
لازم است ذکر شود که برخی گونه‌های حیوانی قادرند کمبود اکسیژن را حس کنند و بنابراین تنفس گاز نجیب برای آن‌ها همراه با مرگی دردناک خواهد بود.

## کشتار حیوانات

### خفگی کنترل‌شده
خفگی کنترل‌شده (CAK) یا در اصطلاح خفگی خوب (CAS) روشی برای کشتن حیوان‌هایی چون مرغ است که در آن، حیوان را داخل یک محفظه خالی از اکسیژن پرشده با گازهایی چون آرگون، نیتروژن یا کربن دی‌اکسید) قرار می‌دهند تا حیوان دچار از دست رفتن خودآگاهی و بی هیچ درد ناشی از جان کندن، کشته شود. چناچه از دی‌اکسید کربن در محفظه بهره برده شود، به ویژه اگر مقدار آن بیش از ۵٪ باشد، برای برخی حیوان‌ها پیش از مرگ مواردی همچون تشنج اعصاب پیش می‌آید و ممکن است مرگ بی‌درد، همچون مرگ با گازهای نجیب را تجربه نکنند.

## هومرگ حیوانات
حیوانات شیرجه‌رویی همچون مینک و برخی جوندگان به اصطلاح پنهان‌شونده همچون موش صحرایی به کاهش اکسیژن حساسند و بنابراین برخلاف انسان، قادرند از محیط‌های بدون اکسیژن دوری کنند. از همین رو، انجام اوتانازی جانوران از راه خفگی با گاز نجیب برای این گونه از حیوانات کاری غیرانسانی و زجرآور است.

## آسیب یا مرگ تصادفی

### کم‌بود اکسیژن در جو
در جاهایی که از مقادیر بسیار نیتروژن استفاده یا نگه‌داری می‌شود، مرگ تصادفی ناشی از تنفس این گاز بسیار محتمل است. در واقع در هر سال به‌طور مثال در ایالات متحده آمریکا ۸ تن جان خود را به سبب تنفس تصادفی نیتروژن از دست می‌دهند. این رقم بیش از مرگ تصادفی با هر نوع گاز صنعتی دیگر است. از ۱۹۹۲ تا ۲۰۰۲ نزدیک به ۸۰ تن بر اثر تنفس تصادفی نیتروژن جان باخته‌اند.
در یکی از این حوادث در سال ۱۹۸۱، کمی پیش از پرتاب اس‌تی‌اس-۱، دو فن‌ورز پس از ورود به سوله پرتاب که با نیتروژن خالص و به منظور پیشگیری از آتش‌سوزی پرفشار شده بود، دچار بی‌هوشی شده و یکی از آن‌ها جان باخت.
یک کارمند آزمایشگاه در اسکاتلند به سال ۱۹۹۹ بر اثر تنفس گاز ناشی از نیتروژن مایع که به‌طور اتفاقی روی زمین آزمایشگاه ریخته شد، جان خود را از دست داد.
در یک میهمانی در مکزیک به سال ۲۰۱۳، پس از آنکه نیتروژن مایع به‌طور اتفاقی داخل آب استخر ریخته شد، ۸ تن از میهمانان بی‌هوش شده و یک پسر ۲۳ ساله نیز به کما رفت.
گاهی تنفس هلیوم موجود در برخی ابزارهای تفریحی مثل بادکنک‌های حاوی گاز هلیوم نیز سبب‌ساز مرگ افراد شده‌است. البته لازم است ذکر شود که مرگ ناشی از تنفس مستقیم هلیوم از چنین چیزهایی به شدت نادر است و عموماً مرگ‌های صورت گرفته ناشی از تنفس هلیوم از بالن‌های بزرگ و نه بادکنک‌های کوچک اتفاق افتاده‌است. به طول مثال در حادثه‌ای، فردی که روی درخت قرار داشت، پس از تنفس هلیوم موجود در بادکنک هلیومی، دچار سرگیجه و بی‌هوشی شده و پس از پایین افتادن از درخت، جان خود را از دست داد.
در سال ۲۰۱۵ و در یک سالن تفریحی-ورزشی-پزشکی، متخصصی که قصد داشت بدون نظارت سرپرست به سرمادرمانی بپردازد، بر اثر سرمای ناشی از نیتروژن مایع و همچنین خفگی ناشی از تنفس این گاز جان باخت.

## خودکشی
ایده استفاده از گاز نجیب برای خودکشی در آغاز توسط بروس دان کانادایی ارائه شد. دکتر دان می‌گوید: «... به‌دست آوردن یک کپسول گاز فشرده به همراه یک رگولاتور و دیگر ابزارهای مناسب مثل یک کیسه پلاستیکی… برای یک فرد آسان نبوده‌است.» وی با دیگران همچون جان هافسیز کانادایی که در ۱۹۹۷ گروه نوتک "NuTech" را به همراه درک همفری به راه انداخت، و نیز دکتر فیلیپ نیچک همکاری نمودند تا برای پشتیبانی از آنان که به منظور اوتانازی نیاز به کمک برای خودکشی داشتند، از راه تهیه و توزیع کپسول‌های گاز هلیوم و کیسه خودکشی یاری برسانند.
خودکشی با کیسه خودکشی «کیسه خروج» را برخی گروه‌های حامی اوتانازی مورد توجه بسیار قرار داده‌اند. نخست از کیسه خودکشی به همراه گاز هلیوم استفاده می‌شد و بیش از ۳۰ خودکشی به این روش از ۲۰۰۱ تا ۲۰۰۵ به ثبت رسید. این روش بعدها مقبولیت بیش‌تری یافت تا آنجا که از ۲۰۰۵ تا ۲۰۰۹ بیش از ۷۹ مورد خودکشی با کیسه خروج به ثبت رسید. افزایش تقاضا برای خودکشی با این روش به دو دلیل عمده بود. نخست اینکه مرگ با گاز نجیب روشی بی‌درد برای مردن است و این در علم پزشکی به اثبات رسیده‌است. دودیگر اینکه ابزار خودکشی به این روش، یعنی یک کپسول گاز هلیوم، یک کیسه پلاستیکی و یک لوله نازک، در بازار موجود است.
پس از آنکه مسوولین در استرالیا تصمیم به محدود کردن فروش کپسول‌های گاز هلیوم گرفتند، حامیان اوتانازی روشی تازه ارائه کردند که در آن از نیتروژن به جای هلیوم استفاده می‌شود. تاکنون خودکشی دو تن از این راه در پژوهش‌های جرم‌شناسی به ثبت رسیده‌است.
همچنین یک تن نیز با تنفس آرگون بدون اکسیژن اقدام به خودکشی کرد و فردی نیز با متان.
حامیان هومرگ چون فیلیپ نیچک خودکشی با نیتروژن را بیش‌تر مورد توجه قرار داده‌اند. فیلیپ نیچک یک شرکت به نام مَکس داگ برویینگ Max Dog Brewing را بنا کرد تا کپسول گاز نیتروژن را به استرالیا وارد کند. وی می‌گوید این کپسول‌های نیتروژن را هم می‌توان برای آب‌جو انداختن استفاده کرد و هم اگر نیاز شد، فرد می‌تواند با تنفس آن به صورتی کاملاً قانونی، آسان و بی‌درد به زندگی خود پایان دهد. وی همچنین گفته‌است: «اثر نیتروژن را حتی پس از کالبدشکافی هم نمی‌توان یافت؛ چیزی که برای برخی خودکش‌ها مهم است». جزئیات نحوه تهیه کپسول گاز نیتروژن از فروشگاه‌های جوش‌کاری به منظور خودکشی توسط کریس داکر، محقق اسکاتلندی، در می ۲۰۱۵ به چاپ رسید.

## اعدام
پس از چندین حادثه خفگی انسانی با گاز نیتروژن که بدون هیچ‌گونه هشدار و دردی برای فرد صورت پذیرفت، ایده این که بتوان از روش خفگی کنترل شده بدون درد که روشی انسانی‌تر است، برای اعدام استفاده کرد، در سال ۱۹۹۵ ارائه شد.
اعدام با نیتروژن به صورت مختصر در تحقیقی به عنوان یک نظریه در روش انجام اعدام و در نشنال ریویو با عنوان «ترحم در کشتن، مرگ با نیتروژن» به چاپ رسید. این ایده بعدها توسط وکیلی به نام لارنس جی گیست تحت عنوان «پروژه میان‌کشوری انسانی خفگی با گاز نیتروژن» مورد گسترش قرار گرفت.
در یک مستند تلویزیونی به سال ۲۰۰۷، یک نظریه‌پرداز انگلیسی به نام مایکل پورتیلو که نماینده پیشین مجلس انگلیس نیز بود، روش‌های مختلف اعدام در سراسر جهان را بررسی نمود و به اعتقاد او بیش‌تر این روش‌ها غیرانسانی و ناخوشایند بودند. وی خفگی با نیتروژن را بهترین و انسانی‌ترین روش می‌داند.
در آوریل ۲۰۱۵، مری فالین دولتمردی از اکلاهما با امضای لایحه‌ای موافقت کرد که خفگی با نیتروژن یکی از روش‌های اعدام در این ایالت بشود. در ۲۶ ژانویه ۲۰۲۴ کنت یوجین اسمیت که قاتل همسر یک کشیش در سال ۱۹۸۹ بود، برای اولین بار با استفاده از گاز نیتروژن اعدام شد.